# Championnat du monde junior de hockey sur glace
Le championnat du monde junior de hockey sur glace, est une compétition annuelle de la Fédération internationale de hockey sur glace (abrégée en IIHF pour le nom anglais International Ice Hockey Federation) pour les joueurs de moins de 20 ans des équipes nationales de hockey du monde entier. Le tournoi a lieu traditionnellement à la fin du mois de décembre avec la finale au début du mois de janvier. Auparavant, la compétition portait avant le nom de championnat du monde moins de 20 ans de hockey sur glace de l'IIHF — soit en anglais IIHF World U-20 Hockey Championship.
Le tournoi principal oppose les dix meilleures formations du monde (Division Élite) et le vainqueur est sacré champion du monde junior.
Il y a d'autres divisions (IA, IB, IIA, IIB et III) qui participent à leurs propres tournois dans l'espoir d'accéder à la division supérieure.

## Organisation
Trente-neuf nations participent chaque année aux quatre divisions. Outre le championnat du monde à proprement parler (appelé simplement championnat du monde ou parfois groupe A) regroupant les dix meilleures nations au monde, il existe des tournois pour les autres équipes. À la suite de ces tournois, des équipes sont promues et d'autres rétrogradées par la Fédération internationale.
Ainsi, il existe la division I composée de deux groupes, la division II également composée de deux groupes et la division III composée d'un seul groupe.

## Historique
La première édition de la compétition eut lieu en 1977 sous la forme d'un tournoi assez confus pour devenir au fil du temps un tournoi très suivi et surtout au Canada. Il eut toutefois trois éditions du tournoi non officielles pour la Fédération internationale de hockey sur glace de 1974 à 1976.
Au cours de l'édition de 1987 en Tchécoslovaquie, le Canada affronte pour son dernier match l'URSS dans un contexte international compliqué avec la guerre froide touchant à sa fin. Alors que les canadiens mènent le score par 4 à 2, une bagarre éclate entre Pavel Kostitchkine et Theoren Fleury. Cette bagarre va dégénérer et l'ensemble des deux équipes va participer à la première bagarre générale d'une édition de championnat du monde junior au Zimný štadión de Piešťany. À la suite de cet incident, la Fédération internationale de hockey sur glace décide de disqualifier les deux nations, infligeant des suspensions allant pour certains joueurs jusqu'à 18 mois et jusqu'à deux ans pour les entraîneurs des équipes.

### Palmarès

#### Tournois non officiels
| Année | Médaille d'or, monde | Médaille d'argent, monde | Médaille de bronze, monde | Ville(s) organisatrice(s) |
| ----- | -------------------- | ------------------------ | ------------------------- | ------------------------- |
| 1974  | Union soviétique     | Finlande                 | Canada                    |                           |
| 1975  | Union soviétique     | Canada                   | Suède                     | Winnipeg                  |
| 1976  | Union soviétique     | Canada                   | Tchécoslovaquie           | Tampere                   |

#### Tournois officiels
| Année | Médaille d'or, monde        | Médaille d'argent, monde | Médaille de bronze, monde | Ville(s) organisatrice(s)                      |
| ----- | --------------------------- | ------------------------ | ------------------------- | ---------------------------------------------- |
| 1977  | Union soviétique            | Canada                   | Tchécoslovaquie           | Banská Bystrica et Zvolen                      |
| 1978  | Union soviétique            | Suède                    | Canada                    | Montréal, Hull, Québec, Chicoutimi et Cornwall |
| 1979  | Union soviétique            | Tchécoslovaquie          | Suède                     | Karlstad et Karlskoga                          |
| 1980  | Union soviétique            | Finlande                 | Suède                     | Helsinki                                       |
| 1981  | Suède                       | Finlande                 | Union soviétique          | Plusieurs villes de Allgäu                     |
| 1982  | Canada                      | Tchécoslovaquie          | Finlande                  | Minneapolis                                    |
| 1983  | Union soviétique            | Tchécoslovaquie          | Canada                    | Leningrad                                      |
| 1984  | Union soviétique            | Finlande                 | Tchécoslovaquie           | Norrköping et Nyköping                         |
| 1985  | Canada                      | Tchécoslovaquie          | Union soviétique          | Vantaa, Helsinki et Turku                      |
| 1986  | Union soviétique            | Canada                   | États-Unis                | Hamilton                                       |
| 1987  | Finlande                    | Tchécoslovaquie          | Suède                     | Nitra, Piešťany, Trenčín et Topoľčany          |
| 1988  | Canada                      | Union soviétique         | Finlande                  | Moscou                                         |
| 1989  | Union soviétique            | Suède                    | Tchécoslovaquie           | Anchorage                                      |
| 1990  | Canada                      | Union soviétique         | Tchécoslovaquie           | Helsinki et Turku                              |
| 1991  | Canada                      | Union soviétique         | Tchécoslovaquie           | Saskatoon et Regina                            |
| 1992  | Équipe unifiée de l'ex-URSS | Suède                    | États-Unis                | Füssen et Kaufbeuren                           |
| 1993  | Canada                      | Suède                    | Tchécoslovaquie           | Falun et Gävle                                 |
| 1994  | Canada                      | Suède                    | Russie                    | Frýdek-Místek                                  |
| 1995  | Canada                      | Russie                   | Suède                     | Red Deer                                       |
| 1996  | Canada                      | Suède                    | Russie                    | Boston                                         |
| 1997  | Canada                      | États-Unis               | Russie                    | Genève et Morges                               |
| 1998  | Finlande                    | Russie                   | Suisse                    | Helsinki et Hämeenlinna                        |
| 1999  | Russie                      | Canada                   | Slovaquie                 | Winnipeg                                       |
| 2000  | Tchéquie                    | Russie                   | Canada                    | Skellefteå et Umeå                             |
| 2001  | Tchéquie (2)                | Finlande                 | Canada                    | Moscou et Podolsk                              |
| 2002  | Russie                      | Canada                   | Finlande                  | Pardubice et Hradec Králové                    |
| 2003  | Russie                      | Canada                   | Finlande                  | Halifax et Sydney                              |
| 2004  | États-Unis                  | Canada                   | Finlande                  | Helsinki et Hämeenlinna                        |
| 2005  | Canada                      | Russie                   | Tchéquie                  | Grand Forks                                    |
| 2006  | Canada                      | Russie                   | Finlande                  | Vancouver, Kelowna et Kamloops                 |
| 2007  | Canada                      | Russie                   | États-Unis                | Leksand et Mora                                |
| 2008  | Canada                      | Suède                    | Russie                    | Liberec et Pardubice                           |
| 2009  | Canada                      | Suède                    | Russie                    | Ottawa                                         |
| 2010  | États-Unis                  | Canada                   | Suède                     | Saskatoon et Regina                            |
| 2011  | Russie (13)                 | Canada                   | États-Unis                | Buffalo et Lewiston                            |
| 2012  | Suède (2)                   | Russie                   | Canada                    | Calgary et Edmonton                            |
| 2013  | États-Unis                  | Suède                    | Russie                    | Oufa                                           |
| 2014  | Finlande                    | Suède                    | Russie                    | Malmö                                          |
| 2015  | Canada                      | Russie                   | Slovaquie                 | Toronto et Montréal                            |
| 2016  | Finlande                    | Russie                   | États-Unis                | Helsinki                                       |
| 2017  | États-Unis                  | Canada                   | Russie                    | Montréal et Toronto                            |
| 2018  | Canada                      | Suède                    | États-Unis                | Buffalo                                        |
| 2019  | Finlande (5)                | États-Unis               | Russie                    | Vancouver et Victoria                          |
| 2020  | Canada                      | Russie                   | Suède                     | Ostrava et Třinec                              |
| 2021  | États-Unis (5)              | Canada                   | Finlande                  | Edmonton                                       |
| 2022  | Canada                      | Finlande                 | Suède                     | Edmonton et Red Deer                           |
| 2023  | Canada (20)                 | Tchéquie                 | États-Unis                | Halifax et Moncton                             |
| 2024  | États-Unis                  | Suède                    | Tchéquie                  | Göteborg                                       |
| 2025  | États-Unis                  | Finlande                 | Tchéquie                  | Ottawa                                         |

### Tableau des médailles

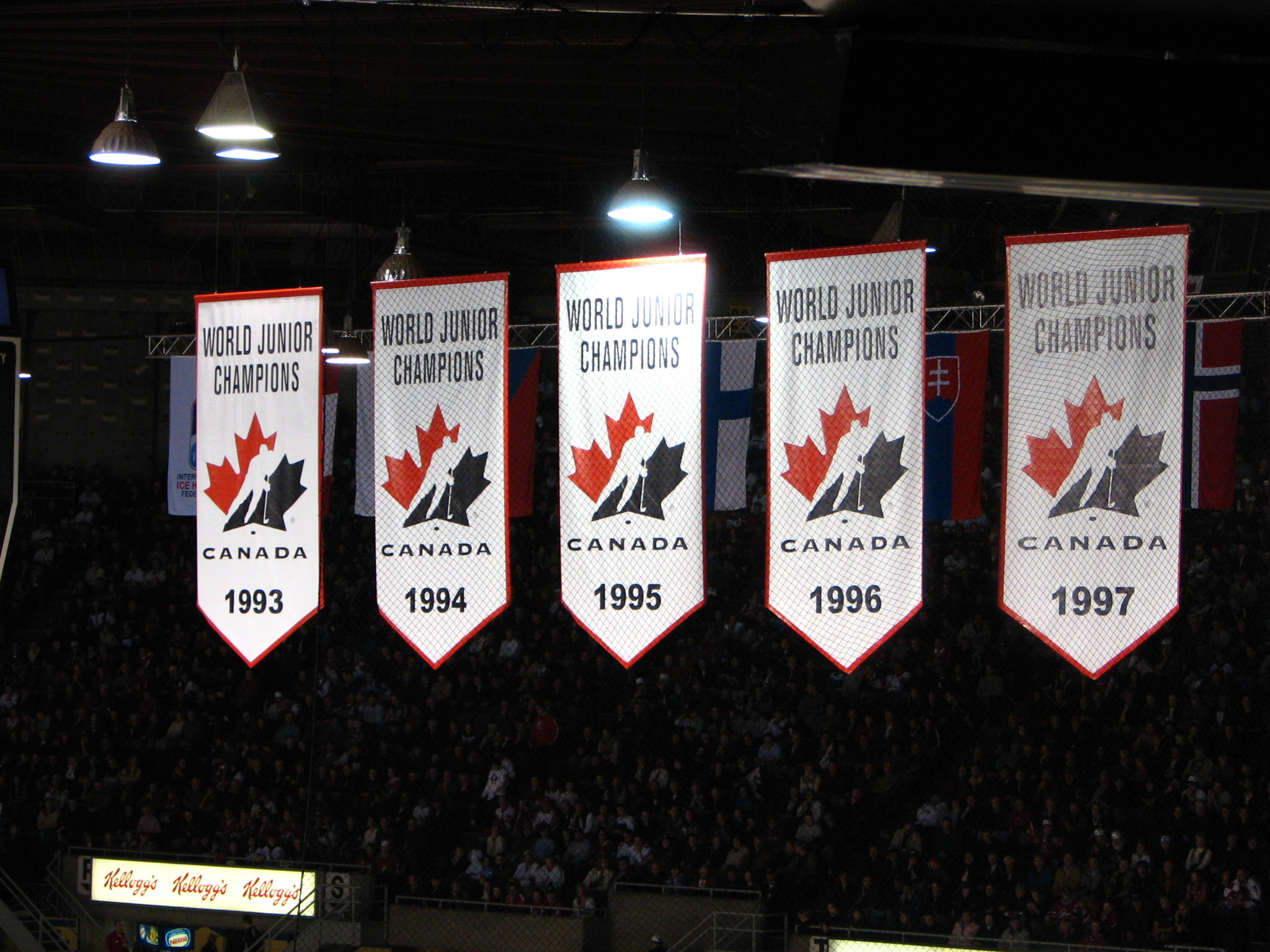
Une partie des bannières commémorant les victoires du Canada.

Cette section présente le bilan des équipes par nombre total de médailles.
| Pays       | Médaille d'or, monde | Médaille d'argent, monde | Médaille de bronze, monde | Total |
| ---------- | -------------------- | ------------------------ | ------------------------- | ----- |
| Canada     | 20                   | 10                       | 5                         | 35    |
| Russie     | 13                   | 13                       | 11                        | 37    |
| États-Unis | 7                    | 2                        | 7                         | 16    |
| Finlande   | 5                    | 6                        | 7                         | 18    |
| Suède      | 2                    | 12                       | 7                         | 21    |
| Tchéquie   | 2                    | 6                        | 4                         | 17    |
| Slovaquie  | 0                    | 0                        | 2                         | 2     |
| Suisse     | 0                    | 0                        | 1                         | 1     |

Mise à jour : après le championnat du monde junior 2025.

### Records

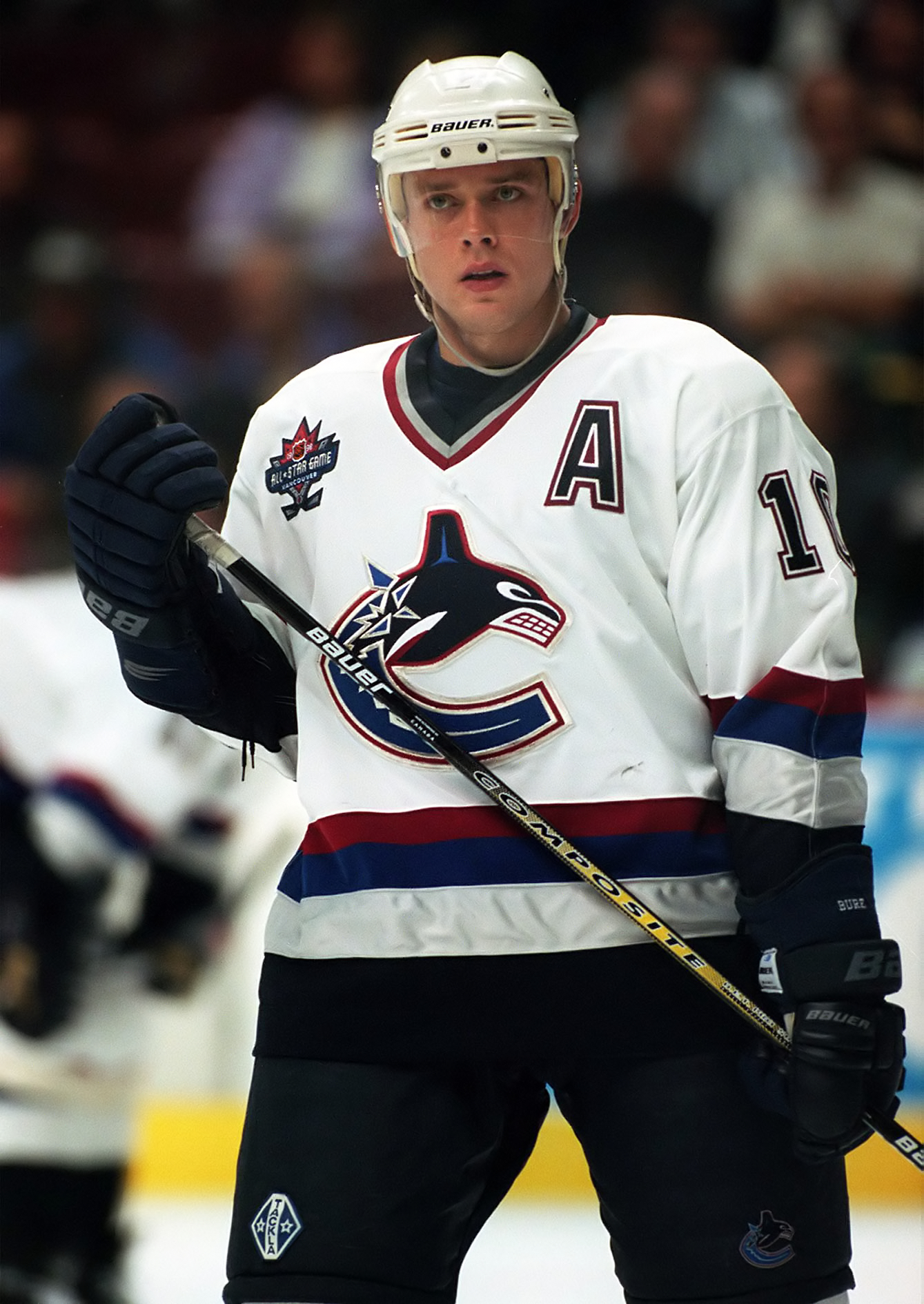
Pavel Boure, ici sous le maillot des Canucks de Vancouver de la LNH, le meilleur buteur de l'histoire du championnat du monde.

La Tchécoslovaquie est l'équipe qui inscrit le plus de buts au cours d'un seul match de l'édition de 1981 avec 21 buts inscrits contre l'Autriche. Le total est alors de 25 buts (21-4) et c'est le plus grand total de buts inscrits lors d'un match du championnat du monde junior.
Peter Forsberg, joueur Suédois, est le joueur ayant inscrit le plus grand nombre de points. Il inscrit 42 points entre les éditions de 1992 et de 1993 en 14 matchs (10 buts et 32 passes décisives). Lors de la seule édition de 1993, il réalise un total record de 31 points. Cette même année, son compatriote Markus Näslund totalise 24 points.
Pavel Boure, joueur soviétique puis membre de l'équipe unifiée, est le meilleur buteur avec 27 buts entre 1989 et 1991. Avec 13 buts lors de l'édition 1993, Markus Näslund est le meilleur buteur sur une édition de l'histoire du championnat du monde.
Per-Eric Lindbergh, gardien de but de la Suède, est le gardien ayant joué le plus grand nombre de minutes des championnats du monde junior, il aura joué un total de 1 000 minutes.
Le Kazakh Viktor Aleksandrov (en) est le plus jeune buteur de l'histoire. Il a alors 15 ans lors de l'édition 2001.
L'équipe Canada junior est l'équipe qui a obtenu le plus de médailles d'or consécutives avec cinq.

### Meilleurs pointeurs

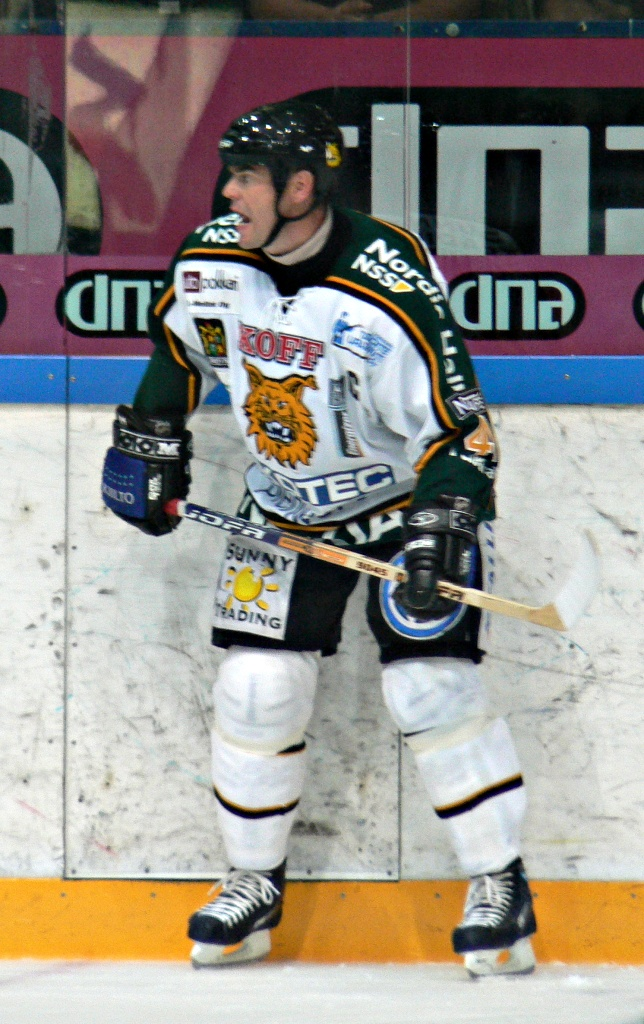
Raimo Helminen, ici sous les couleurs d'Ilves (SM-liiga), meilleur pointeur de l'édition de 1984.

Cette section présente le ou les joueurs ayant inscrit le plus de points chaque année,.
| Année | Joueur                          | Nation              | PJ  | Pts | B  | A  |
| ----- | ------------------------------- | ------------------- | --- | --- | -- | -- |
| 1977  | Dale McCourt                    | Canada              | 7   | 18  | 10 | 8  |
| 1978  | Wayne Gretzky                   | Canada              | 6   | 17  | 8  | 9  |
| 1979  | Vladimir Kroutov                | URSS                | 6   | 14  | 8  | 6  |
| 1980  | Vladimir Kroutov                | URSS                | 5   | 11  | 7  | 4  |
| 1981  | Dieter Hegen                    | Allemagne fédérale  | 5   | 9   | 8  | 1  |
| 1982  | Raimo Summanen                  | Finlande            | 7   | 16  | 7  | 9  |
| 1983  | Vladimír Růžička                | Tchécoslovaquie     | 7   | 20  | 12 | 8  |
| 1984  | Raimo Helminen                  | Finlande            | 7   | 24  | 11 | 13 |
| 1985  | Esa Keskinen                    | Finlande            | 7   | 20  | 6  | 14 |
| 1986  | Shayne Corson                   | Canada              | 7   | 14  | 7  | 7  |
| 1987  | Ulf Dahlén                      | Suède               | 7   | 15  | 7  | 8  |
| 1988  | Aleksandr Moguilny              | URSS                | 7   | 18  | 9  | 9  |
| 1989  | Jeremy Roenick                  | États-Unis          | 7   | 16  | 8  | 8  |
| 1990  | Robert Reichel                  | Tchécoslovaquie     | 7   | 21  | 11 | 10 |
| 1991  | Douglas Weight                  | États-Unis          | 7   | 19  | 5  | 14 |
| 1992  | Michael Nylander                | Suède               | 7   | 17  | 8  | 9  |
| 1993  | Peter Forsberg                  | Suède               | 7   | 31  | 7  | 24 |
| 1994  | Niklas Sundström                | Suède               | 7   | 11  | 4  | 7  |
| 1995  | Marty Murray                    | Canada              | 6   | 15  | 6  | 9  |
| 1996  | Jarome Iginla                   | Canada              | 6   | 12  | 5  | 7  |
| 1997  | Michael York                    | États-Unis          | 6   | 10  | 5  | 5  |
| 1998  | Jeffrey Farkas                  | États-Unis          | 7   | 10  | 6  | 4  |
| 1999  | Brian Gionta                    | États-Unis          | 6   | 11  | 6  | 5  |
| 2000  | Henrik Sedin                    | Suède               | 7   | 13  | 4  | 9  |
| 2001  | Pavel Brendl                    | République tchèque  | 7   | 10  | 4  | 6  |
| 2002  | Michael Cammalleri              | Canada              | 7   | 11  | 7  | 4  |
| 2003  | Patrik Bärtschi Igor Grigorenko | Suisse Russie       | 6   | 10  | 6  | 4  |
| 2004  | Nigel Dawes                     | Canada              | 6   | 11  | 6  | 5  |
| 2005  | Patrice Bergeron                | Canada              | 6   | 13  | 5  | 8  |
| 2006  | Philip Kessel                   | États-Unis          | 7   | 11  | 1  | 10 |
| 2007  | Erik Johnson Mikko Lehtonen     | États-Unis Finlande | 7 6 | 10  | 4  | 6  |
| 2008  | James Van Riemsdyk              | États-Unis          | 6   | 11  | 6  | 5  |
| 2009  | Cody Hodgson                    | Canada              | 6   | 16  | 5  | 11 |
| 2010  | Derek Stepan                    | États-Unis          | 7   | 14  | 4  | 10 |
| 2011  | Brayden Schenn                  | Canada              | 7   | 18  | 8  | 10 |
| 2012  | Ievgueni Kouznetsov             | Russie              | 7   | 13  | 6  | 7  |
| 2013  | Ryan Nugent-Hopkins             | Canada              | 6   | 15  | 4  | 11 |
| 2014  | Teuvo Teräväinen                | Finlande            | 7   | 15  | 2  | 13 |
| 2015  | Samson Reinhart                 | Canada              | 7   | 11  | 5  | 6  |
| 2016  | Jesse Puljujärvi                | Finlande            | 7   | 17  | 5  | 12 |
| 2017  | Kirill Kaprizov                 | Russie              | 7   | 12  | 9  | 3  |
| 2018  | Casey Mittelstadt               | États-Unis          | 7   | 11  | 4  | 7  |
| 2019  | Grigori Denissenko              | Russie              | 7   | 9   | 4  | 5  |
| 2020  | Samuel Fagemo (en)              | Suède               | 7   | 13  | 8  | 5  |
| 2021  | Trevor Zegras                   | États-Unis          | 7   | 18  | 7  | 11 |
| 2022  | Mason McTavish                  | Canada              | 7   | 17  | 8  | 9  |
| 2023  | Connor Bedard                   | Canada              | 7   | 23  | 9  | 14 |
| 2024  | Jiří Kulich                     | Tchéquie            | 7   | 12  | 6  | 6  |
| 2025  | Cole Hutson                     | États-Unis          | 7   | 11  | 3  | 8  |